# Migdal Oz
Migdal Oz (en hebreo, מִגְדַּל עֹז) es un asentamiento israelí y un kibutz ubicado en Cisjordania (Palestina). Según el sistema administrativo palestino, se encuentra en la gobernación de Hebrón, mientras que según el israelí, está en el concejo regional de Gush Etzion, en el Área de Judea y Samaria. Está situado en el bloque de asentamientos de Gush Etzion, a unos 7,4 km de la Línea Verde, y al oeste de la barrera israelí de Cisjordania. En 2016 tenía una población de 605 personas.
La comunidad internacional considera que los asentamientos israelíes en la Cisjordania ocupada son ilegales según el derecho internacional, en tanto que suponen una violación de la Cuarta Convención de Ginebra, pero el gobierno israelí no está de acuerdo con esta afirmación.

## Historia
Migdal Oz se estableció en 1977 en el sitio de Migdal Eder, un pueblo judío destruido 50 años antes al comienzo de la guerra árabe-israelí de 1948. El nombre se toma de una frase bíblica que describe a Dios, escrita en el Salmo 61: 4 y Proverbios 18:10.
En enero de 2013, las Fuerzas de Defensa de Israel arrestaron a un palestino que admitió haber disparado un arma en dirección a un puesto de seguridad a la entrada de Migdal Oz, sin herir a nadie.

## Economía
Sus principales actividades agrícolas incluyen tres cooperativas de pavos con 16.000 aves cada una, una lechería que alberga 260 vacas y que se encuentra entre las más grandes del país, y frutales. Junto con el vecino Gush Etzion, Rosh Tzurim y Kfar Etzion, Migdal Oz cultiva conjuntamente seis kilómetros cuadrados de olivares cerca de Kiryat Malakhi y Lakhish en el shfelah.
Migdal Oz también tiene industria ligera y de alta tecnología. El seminario epónimo de Migdal Oz, una yeshiva avanzada de mujeres, se inauguró en 1997.